# 大伴武日
大伴武日（おおとものたけひ、生没年不詳）は、『日本書紀』などに伝わる古墳時代の人物。姓は連。孝霊朝・開化朝の官人である豊日命の子。

## 概要
『日本書紀』では「大伴武日連（おおとものたけひのむらじ）」、他文献では大伴健日連、健日命とも表記される。『古事記』に記載はない。
大伴連（大伴氏）の遠祖である。垂仁天皇朝では五大夫の1人に数えられるほか、景行天皇朝における日本武尊東征の従者の一人である。

## 記録
『日本書紀』垂仁天皇25年2月8日条では、武渟川別（阿倍臣祖）・彦国葺（和珥臣祖）・大鹿島（中臣連祖）・十千根（物部連祖）らと共に「大夫（まえつきみ）」の1人に数えられており、天皇から神祇祭祀のことを命じられている。

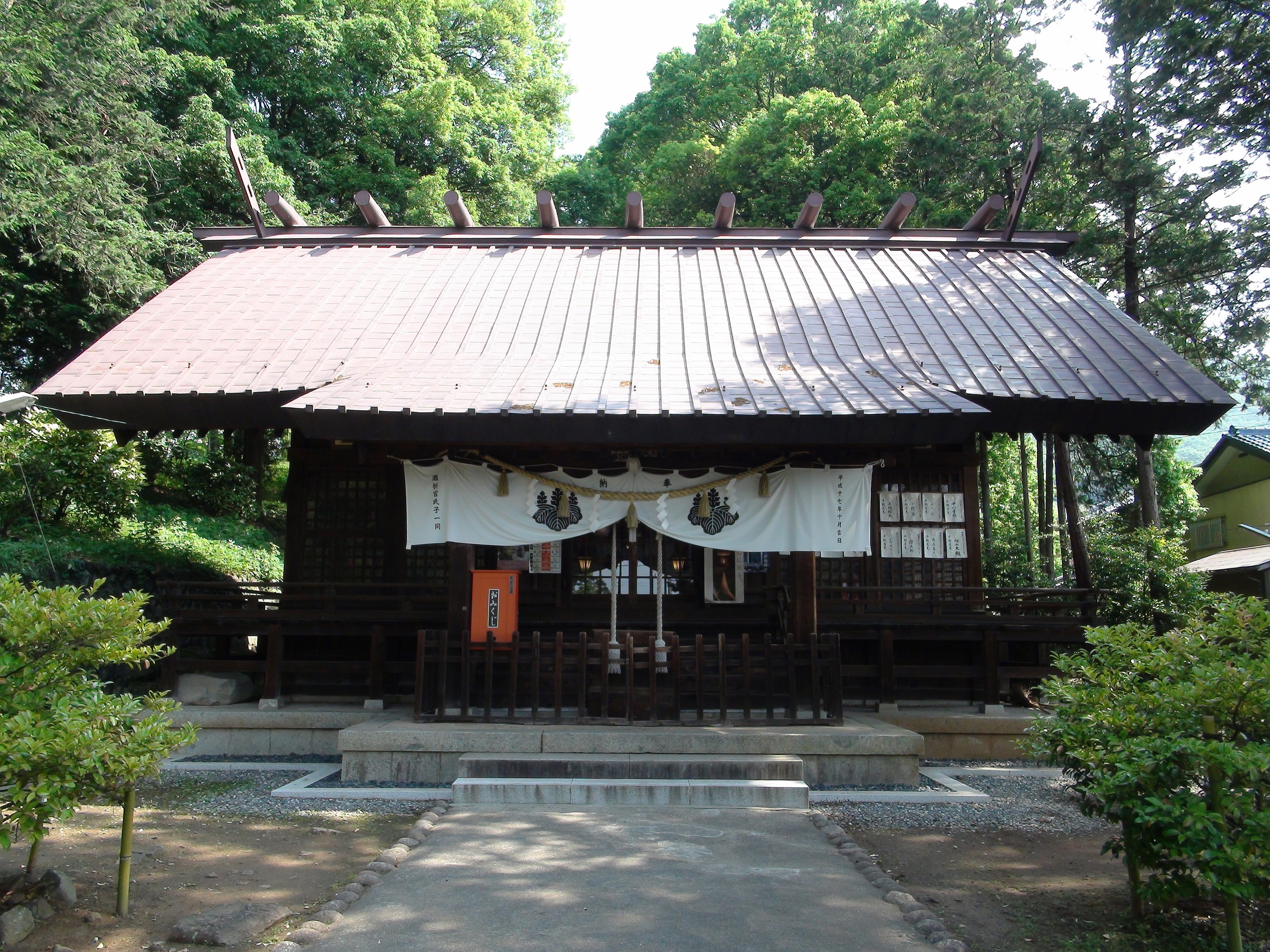
酒折宮（山梨県甲府市）
『日本書紀』に見える「酒折宮」伝承地。

また同書景行天皇40年7月16日条によれば、日本武尊の東征に際して、吉備武彦と共に従者に任じられている。東征では、甲斐の酒折宮（山梨県甲府市酒折に比定）において日本武尊から靭部（ゆげいのとものお）を賜ったという。
『日本三代実録』貞観3年（861年）11月11日条では、伴善男の奏言のうちで、大伴健日連は景行天皇の時に倭武命（日本武尊）に従って東国を平定し、その功で讃岐国を賜ったと見える。またその奏言では、子・健持（武以/武持）を始めとして子孫の名が記載されるが、その中で允恭天皇朝には倭胡連公が讃岐国造に任じられたとある。

## 伝承
岩手県陸前高田市には、「武日長者伝承」が存在する。この伝説によれば、武日は日本武尊の東征に従って気仙郡に至り、当地で朝日姫、夕日姫の2人の娘をもうけたという。高田町大石には武日長者の屋敷跡と伝わる場所がある。